# کلود پرتی
کلود پرتی (انگلیسی: Claude Peretti؛ ۲۴ فوریه ۱۹۴۲ – ۸ سپتامبر ۲۰۲۰) بازیکن فوتبال اهل فرانسه بود.
از باشگاه‌هایی که در آن بازی کرده‌است می‌توان به باشگاه فوتبال المپیک مارسی، آ.اس موناکو، و باشگاه فوتبال آژاکسیو اشاره کرد.